# Critério do Dauphiné de 2013
A 65.ª edição do Critérium du Dauphiné disputou-se entre 2 e 9 de junho de 2013, com um percurso de 1 117 km distribuídos em 8 etapas, com início em Champéry (Suíça) e final em Risoul.
A carreira fez parte do UCI World Tour de 2013.
O ganhador final foi Christopher Froome (quem ademais fez-se com uma etapa). Acompanharam-lhe no pódio o seu colega de equipa Richie Porte e Daniel Moreno.
Nas classificações secundárias impuseram-se Gianni Meersman (pontos), Thomas Damuseau (montanha), Rohan Dennis (jovens) e Sky (equipas).

## Equipas participantes
Tomaram parte na carreira 22 equipas: 18 de categoria UCI Pro Team (ao ser obrigada sua participação); mais 4 de categoria Profissional Continental mediante convite da organização Cofidis, le Crédit en Ligne, Bretagne-Séché Environnement, Team NetApp-Endura e Team Europcar). Formando assim um pelotão de 176 ciclistas, de 8 corredores a cada equipa, dos que acabaram 110.
A equipa ProTeam AG2R La Mondiale que também tinha a participação assegurada, se autoexcluiu da carreira como teve 2 casos de dopagem nos últimos doze meses, cumprindo assim com as normas do MPCC (Movimento por um ciclismo credível).
As equipas participantes foram:
| Equipes ProTeam (18)- Argos-Shimano - Astana - Blanco - BMC Racing Team - Cannondale Pro Cycling - Euskaltel-Euskadi - FDJ - Garmin Sharp - Katusha - Lampre-Merida - Lotto-Belisol - Movistar Team - Omega Pharma-Quick Step - Orica-GreenEDGE - RadioShack-Leopard - Saxo-Tinkoff - Sky - Vacansoleil-DCM Equipes profissionais Continentais (4)- Cofidis, Solutions Crédits - Team Europcar - NetApp-Endura - Bretagne-Séché Environnement |
| |

## Etapas

### Etapa 1.2 de junhoChampéry-Champéry, 121 km
|   | Ciclista           | Equipa                  | Tempo           |
| - | ------------------ | ----------------------- | --------------- |
| 1 | David Veilleux     | Europcar                | 3 h 17 min 35 s |
| 2 | Gianni Meersman    | Omega Pharma-Quick Step | a 1 min 56 s    |
| 3 | Tom Slagter        | Blanco                  | a 1 min 57 s    |
| 4 | Richie Porte       | Sky                     | m.t.            |
| 5 | Christopher Froome | Sky                     | m.t.            |

|   | Ciclista           | Equipa                  | Tempo           |
| - | ------------------ | ----------------------- | --------------- |
| 1 | David Veilleux     | Europcar                | 3 h 17 min 35 s |
| 2 | Gianni Meersman    | Omega Pharma-Quick Step | a 1 min 56 s    |
| 3 | Tom Slagter        | Blanco                  | a 1 min 57 s    |
| 4 | Richie Porte       | Sky                     | m.t.            |
| 5 | Christopher Froome | Sky                     | m.t.            |

### Etapa 2.3 de junho.Châtel-Oyonnax, 183 km
|   | Ciclista                    | Equipa                  | Tempo           |
| - | --------------------------- | ----------------------- | --------------- |
| 1 | Elia Viviani                | Cannondale              | 4 h 39 min 15 s |
| 2 | Gianni Meersman             | Omega Pharma-Quick Step | m.t             |
| 3 | Tony Gallopin               | RadioShack Leopard      | m.t             |
| 4 | Reinardt Janse van Rensburg | Argos-Shimano           | m.t             |
| 5 | Anthony Geslin              | FDJ                     | m.t             |

|   | Ciclista           | Equipa                  | Tempo           |
| - | ------------------ | ----------------------- | --------------- |
| 1 | David Veilleux     | Europcar                | 7 h 56 min 50 s |
| 2 | Gianni Meersman    | Omega Pharma-Quick Step | a 1 min 56 s    |
| 3 | Tony Gallopin      | RadioShack Leopard      | a 1 min 57 s    |
| 4 | Warren Barguil     | Argos-Shimano           | m.t.            |
| 5 | Alejandro Valverde | Movistar                | m.t.            |

### Etapa 3.4 de junho.Ambérieu-en-Bugey-Tarare, 164 km
|   | Ciclista             | Equipa                  | Tempo           |
| - | -------------------- | ----------------------- | --------------- |
| 1 | Edvald Boasson Hagen | Sky                     | 4 h 03 min 32 s |
| 2 | Michael Matthews     | Orica-GreenEDGE         | m.t             |
| 3 | Gianni Meersman      | Omega Pharma-Quick Step | m.t             |
| 4 | Thor Hushovd         | BMC Racing              | m.t             |
| 5 | Elia Viviani         | Cannondale              | m.t             |

|   | Ciclista           | Equipa                  | Tempo            |
| - | ------------------ | ----------------------- | ---------------- |
| 1 | David Veilleux     | Europcar                | 12 h 00 min 22 s |
| 2 | Gianni Meersman    | Omega Pharma-Quick Step | a 1 min 56 s     |
| 3 | Tony Gallopin      | RadioShack Leopard      | a 1 min 57 s     |
| 4 | Alejandro Valverde | Movistar                | m.t.             |
| 5 | Warren Barguil     | Argos-Shimano           | m.t.             |

### Etapa 4.5 de junho.Villars-les-Dombes-Parc des oiseaux, 32.5 km (CRI)
|   | Ciclista             | Equipa                  | Tempo        |
| - | -------------------- | ----------------------- | ------------ |
| 1 | Tony Martin          | Omega Pharma-Quick Step | 36 min 54 s  |
| 2 | Rohan Dennis         | Garmin Sharp            | a 47 s       |
| 3 | Christopher Froome   | Sky                     | a 52 s       |
| 4 | Jonathan Castroviejo | Movistar                | a 1 min 08 s |
| 5 | Michał Kwiatkowski   | Omega Pharma-Quick Step | a 1 min 13 s |

|   | Ciclista             | Equipa                  | Tempo            |
| - | -------------------- | ----------------------- | ---------------- |
| 1 | Rohan Dennis         | Garmin Sharp            | 12 h 40 min 00 s |
| 2 | Christopher Froome   | Sky                     | a 5 s            |
| 3 | Michał Kwiatkowski   | Omega Pharma-Quick Step | a 26 s           |
| 4 | Edvald Boasson Hagen | Sky                     | a 32 s           |
| 5 | Richie Porte         | Sky                     | a 33 s           |

### Etapa 5.6 de junhoGrésy-sur-Aix-Valmorel, 139 km
|   | Ciclista           | Equipa             | Tempo           |
| - | ------------------ | ------------------ | --------------- |
| 1 | Christopher Froome | Sky                | 3 h 28 min 39 s |
| 2 | Alberto Contador   | Saxo-Tinkoff       | a 4 s           |
| 3 | Matthew Busche     | RadioShack Leopard | m.t.            |
| 4 | Alejandro Valverde | Movistar           | a 10 s          |
| 5 | Michael Rogers     | Saxo-Tinkoff       | a 12 s          |

|   | Ciclista           | Equipa       | Tempo           |
| - | ------------------ | ------------ | --------------- |
| 1 | Christopher Froome | Sky          | 16 h 8 min 44 s |
| 2 | Richie Porte       | Sky          | a 52 s          |
| 3 | Rohan Dennis       | Garmin Sharp | a 54 s          |
| 4 | Michael Rogers     | Saxo-Tinkoff | a 1 min 37 s    |
| 5 | Daniel Moreno      | Katusha      | a 1 min 47 s    |

### Etapa 6.7 de junhoLa Léchère-Grenoble, 141,5 km
|   | Ciclista             | Equipa   | Tempo           |
| - | -------------------- | -------- | --------------- |
| 1 | Thomas Voeckler      | Europcar | 3 h 24 min 13 s |
| 2 | José Herrada         | Movistar | m.t.            |
| 3 | Kevin Seeldraeyers   | Astana   | m.t.            |
| 4 | Egor Silin           | Astana   | m.t.            |
| 5 | Edvald Boasson Hagen | Sky      | 46 s            |

|   | Ciclista           | Equipa            | Tempo            |
| - | ------------------ | ----------------- | ---------------- |
| 1 | Christopher Froome | Sky               | 19 h 33 min 43 s |
| 2 | Richie Porte       | Sky               | a 52 s           |
| 3 | Rohan Dennis       | Garmin Sharp      | a 54 s           |
| 4 | Michael Rogers     | Team Saxo-Tinkoff | a 1 min 37 s     |
| 5 | Daniel Moreno      | Katusha           | a 1 min 47 s     |

### Etapa 7.8 de junhoLe Pont-de-Claix-SuperDévoluy, 184 km
|   | Ciclista       | Equipa            | Tempo           |
| - | -------------- | ----------------- | --------------- |
| 1 | Samuel Sánchez | Euskaltel Euskadi | 5 h 26 min 14 s |
| 2 | Jakob Fuglsang | Astana            | m.t.            |
| 3 | Richie Porte   | Sky               | 15 s            |
| 4 | Daniel Moreno  | Katusha           | 16 s            |
| 5 | Stef Clement   | Blanco            | m.t.            |

|   | Ciclista           | Equipa                     | Tempo      |
| - | ------------------ | -------------------------- | ---------- |
| 1 | Christopher Froome | Sky                        | 25 h 13 s  |
| 2 | Richie Porte       | Sky                        | 51 s       |
| 3 | Michael Rogers     | Saxo-Tinkoff               | 1 min 37 s |
| 4 | Daniel Moreno      | Katusha                    | 1 min 47 s |
| 5 | Daniel Navarro     | Cofidis, Solutions Crédits | 1 min 49 s |

### Etapa 8.9 de junhoSisteron-Risoul, 152 km
|   | Ciclista             | Equipa       | Tempo          |
| - | -------------------- | ------------ | -------------- |
| 1 | Alessandro De Marchi | Cannondale   | 4 h 28 min 9 s |
| 2 | Christopher Froome   | Sky          | 24 s           |
| 3 | Andrew Talansky      | Garmin Sharp | 24 s           |
| 4 | Richie Porte         | Sky          | 31 s           |
| 5 | Jakob Fuglsang       | Astana       | 38 s           |

|   | Ciclista           | Equipa  | Tempo            |
| - | ------------------ | ------- | ---------------- |
| 1 | Christopher Froome | Sky     | 29 h 28 min 46 s |
| 2 | Richie Porte       | Sky     | 58 s             |
| 3 | Daniel Moreno      | Katusha | 2 min 12 s       |
| 4 | Jakob Fuglsang     | Astana  | 2 min 18 s       |
| 5 | Daniel Navarro     | Cofidis | 2 min 20 s       |

## Classificações

### Classificação geral
| Posição | Ciclista           | Equipa                     | Tempo            |
| ------- | ------------------ | -------------------------- | ---------------- |
|         | Christopher Froome | Sky                        | 29 h 28 min 46 s |
| 2       | Richie Porte       | Sky                        | 58 s             |
| 3       | Daniel Moreno      | Katusha                    | 2 min 12 s       |
| 4       | Jakob Fuglsang     | Astana                     | 2 min 18 s       |
| 5       | Daniel Navarro     | Cofidis, Solutions Crédits | 2 min 20 s       |
| 6       | Michael Rogers     | Saxo-Tinkoff               | 3 min 08 s       |
| 7       | Alejandro Valverde | Movistar                   | 3 min 12 s       |
| 8       | Rohan Dennis       | Garmin Sharp               | 3 min 24 s       |
| 9       | Samuel Sánchez     | Euskaltel Euskadi          | 4 min 25 s       |
| 10      | Alberto Contador   | Saxo-Tinkoff               | 4 min 27 s       |

### Classificação da montanha
| Posição | Ciclista           | Equipa        | Pontos |
| ------- | ------------------ | ------------- | ------ |
|         | Thomas Damuseau    | Argos-Shimano | 109    |
| 2       | Kevin Seeldraeyers | Astana        | 77     |
| 3       | Christopher Froome | Sky           | 46     |
| 4       | David Veilleux     | Europcar      | 45     |
| 5       | Alexey Lutsenko    | Astana        | 35     |

### Classificação por pontos
| Posição | Ciclista             | Equipa                  | Pontos |
| ------- | -------------------- | ----------------------- | ------ |
|         | Gianni Meersman      | Omega Pharma-Quick Step | 49     |
| 2       | Christopher Froome   | Sky                     | 47     |
| 3       | Richie Porte         | Sky                     | 32     |
| 4       | Edvald Boasson Hagen | Sky                     | 26     |
| 5       | Jakob Fuglsang       | Astana                  | 23     |

### Classificação dos jovens
| Posição | Ciclista         | Equipa        | Tempo            |
| ------- | ---------------- | ------------- | ---------------- |
|         | Rohan Dennis     | Garmin Sharp  | 29 h 32 min 10 s |
| 2       | Alexandre Geniez | FDJ           | 3 min 53 s       |
| 3       | Warren Barguil   | Argos-Shimano | 8 min 48 s       |
| 4       | Dominik Nerz     | BMC Racing    | 10 min 13 s      |
| 5       | Egor Silin       | Astana        | 11 min 52 s      |

### Classificação por equipas
| Posição | Equipa                     | Tempo            |
| ------- | -------------------------- | ---------------- |
|         | Sky                        | 88 h 35 min 44 s |
| 2       | Saxo-Tinkoff               | 12 min 18 s      |
| 3       | Euskaltel Euskadi          | 23 min 27 s      |
| 4       | Astana                     | 24 min 34 s      |
| 5       | Cofidis, Solutions Crédits | 25 min 50 s      |

## Evolução das classificações
| Etapa (Vencedor)               | Classificação geral | Classificação por pontos | Classificação da montanha | Classificação dos jovens | Classificação por equipas |
| ------------------------------ | ------------------- | ------------------------ | ------------------------- | ------------------------ | ------------------------- |
| Etapa 1 (David Veilleux)       | David Veilleux      | David Veilleux           | David Veilleux            | Tom Slagter              | Europcar                  |
| Etapa 2 (Elia Viviani)         | David Veilleux      | Gianni Meersman          | Thomas Damuseau           | Tony Gallopin            | Europcar                  |
| Etapa 3 (Edvald Boasson Hagen) | David Veilleux      | Gianni Meersman          | Thomas Damuseau           | Tony Gallopin            | Europcar                  |
| Etapa 4 (CRI) (Tony Martin)    | Rohan Dennis        | Gianni Meersman          | Thomas Damuseau           | Rohan Dennis             | Sky                       |
| Etapa 5 (Christopher Froome)   | Christopher Froome  | Gianni Meersman          | Thomas Damuseau           | Rohan Dennis             | Sky                       |
| Etapa 6 (Thomas Voeckler)      | Christopher Froome  | Gianni Meersman          | Thomas Damuseau           | Rohan Dennis             | Sky                       |
| Etapa 7 (Samuel Sánchez)       | Christopher Froome  | Gianni Meersman          | Thomas Damuseau           | Rohan Dennis             | Sky                       |
| Etapa 8 (Alessandro De Marchi) | Christopher Froome  | Gianni Meersman          | Thomas Damuseau           | Rohan Dennis             | Sky                       |
| Final                          | Christopher Froome  | Gianni Meersman          | Thomas Damuseau           | Rohan Dennis             | Sky                       |